# Alba (sång)
Alba är en provensalsk form av det franska ordet aube, som betyder ’gryning’ eller ’morgonrodnad’ av det latinska ordet albus som betyder ’vit’.
En alba var en världslig trubadursång. Från början var det en väktarsång, men kom senare att skildra ett älskande pars sorg då de måste skiljas på morgonen. Väktarens sång innebar att morgonrodnaden nalkades, vilket kunde innebära en fara för upptäckt för de älskande.
Ett fåtal alba är bevarade med musik. Den mest kända är Rex glorios av Giraut de Bornelh.